# Comuna urbană Ptuj
Ptuj (Mestna občina Ptuj) este o comună din Slovenia, cu o populație de 23 242 de locuitori (2002).

## Localități
Grajena, Grajenščak, Kicar, Krčevina pri Vurbergu, Mestni Vrh, Pacinje, Podvinci, Ptuj, Spodnji Velovlek, Spuhlja